# Falsche Schwarze Witwe
Die Falsche Schwarze Witwe (Steatoda paykulliana) ist eine Webspinne aus der Familie der Kugelspinnen (Theridiidae). Sie ist wie die meisten anderen Fettspinnen aus der Gattung Steatoda den Echten Witwen (Latrodectus) sehr ähnlich und wird daher auch vereinfacht nur als Falsche Witwe bezeichnet. Dieser Trivialbezeichnung ist jedoch nicht eindeutig, da sie für mehrere Arten der Fettspinnen Verwendung findet, die den Echten Witwen ähneln.

## Merkmale

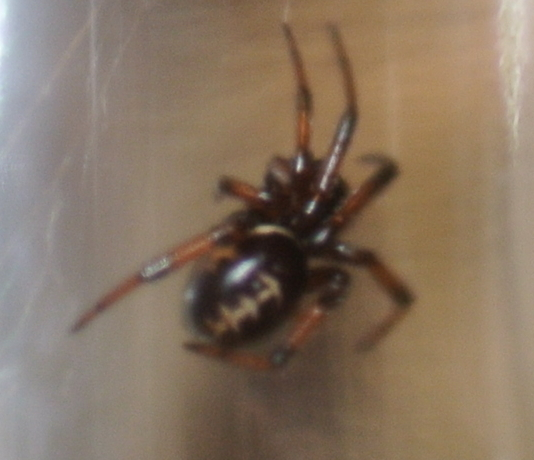
Männchen der Falschen Schwarzen Witwe

Mit einer Körperlänge von acht bis dreizehn Millimetern für die Weibchen und 4,5 bis 8,4 Millimetern für die Männchen zählt die Falsche Schwarze Witwe zu den größten Kugelspinnen Europas. Das Prosoma (Vorderkörper) ist beim Weibchen dunkelviolett bis braun oder schwarz gefärbt. Es besitzt braune Beine und einen schwarzen Opisthosoma (Hinterleib). Sein Vorderrand wird von einem Band markiert und sein Zentrum von einem gezähnten Längsband eingenommen. Diese Bänder können sowohl weiß als auch hell gelblich oder leuchtend rot erscheinen. Die Ventralseite des Opisthosomas beim weiblichen Tier ist dunkelbraun und besitzt mehrere rotbraune Markierungen. Die Epigyne (weibliches Geschlechtsorgan) ist mit stark chitinisierten Graten versehen.
Dem Prosoma des Männchens fehlt der violette Farbschimmer, wie er beim Weibchen vorhanden ist. Ansonsten bestehen hier keine Unterschiede. Die Beine des Männchens haben eine gelbbraune Grundfärbung. Die Coxae (Hüftglieder), die Schenkelringe und die Patellae (Glieder zwischen den Femora (Schenkel) und den Tibien bei Kieferklauenträgern) und auch die Apikalseiten anderer Beinglieder sind etwas dunkler. Auffallend sind die vergleichsweise kurz ausfallenden Pedipalpen (umgewandelte Extremitäten im Kopfbereich bei Spinnentieren) des Männchens. Die Färbung des Opisthosomas des Männchens gleicht der des Weibchens.

### Ähnliche Arten

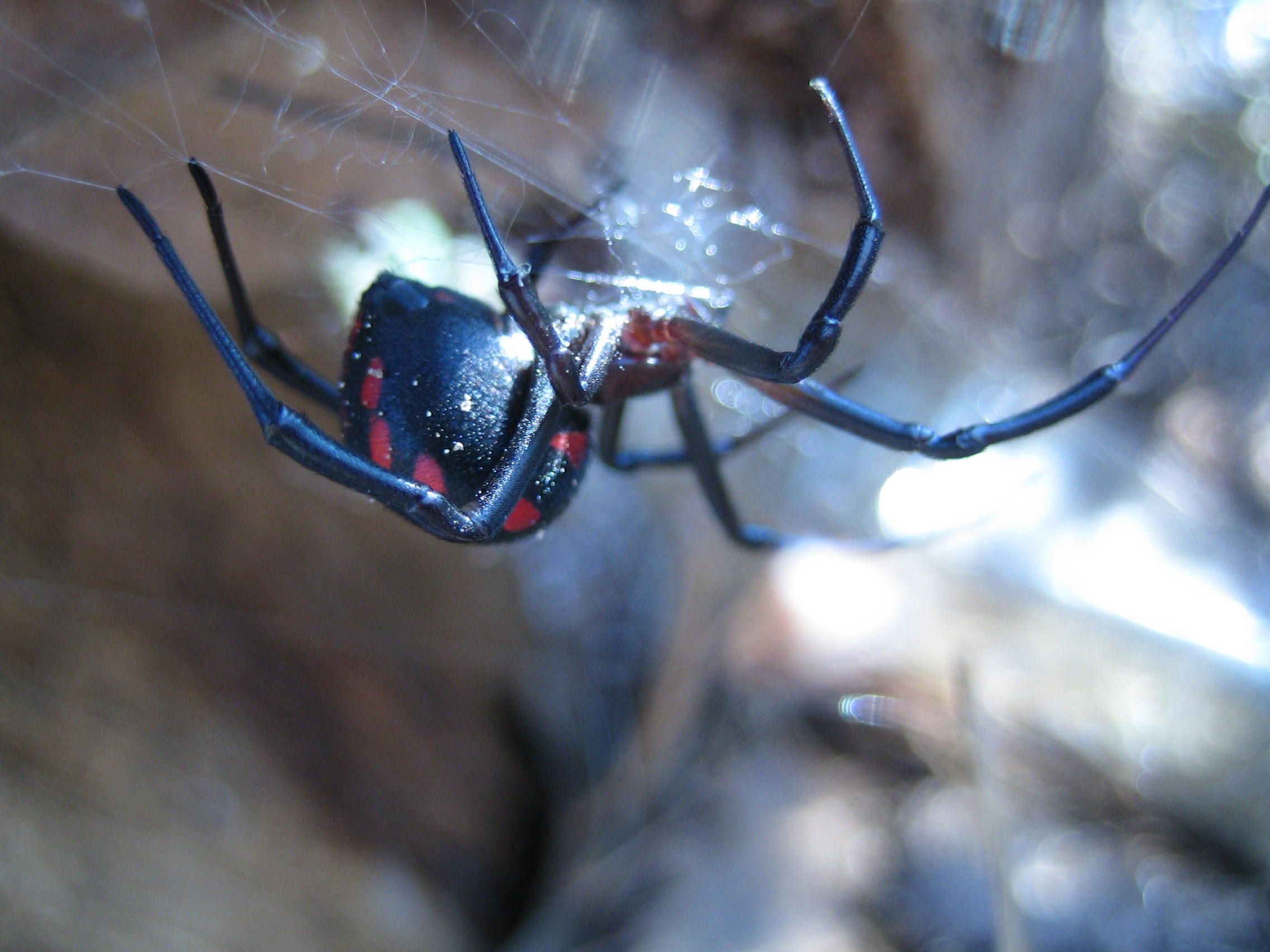
Besonders mit der hier abgebildeten Europäischen Schwarzen Witwe (Latrodectus tredecimguttatus) wird die Falsche Schwarze Witwe häufig verwechselt.

Unter der bereits erwähnten Ähnlichkeit zu Arten aus der Gattung der Echten Witwen (Latrodectus) ist besonders die mit der Europäischen Schwarzen Witwe (Latrodectus tredecimguttatus) hervorzuheben, mit der die Falsche Schwarze Witwe oft verwechselt wird. Die Europäische Schwarze Witwe ist aber geringfügig größer und besitzt zudem ein anderes Farbmuster als die Falsche Schwarze Witwe. Ein weiterer signifikanter Unterschied ist die bei Fettspinnen vorhandene, aber bei den Echten Witwen fehlende Zähnung der Cheliceren (Kieferklauen).

## Vorkommen

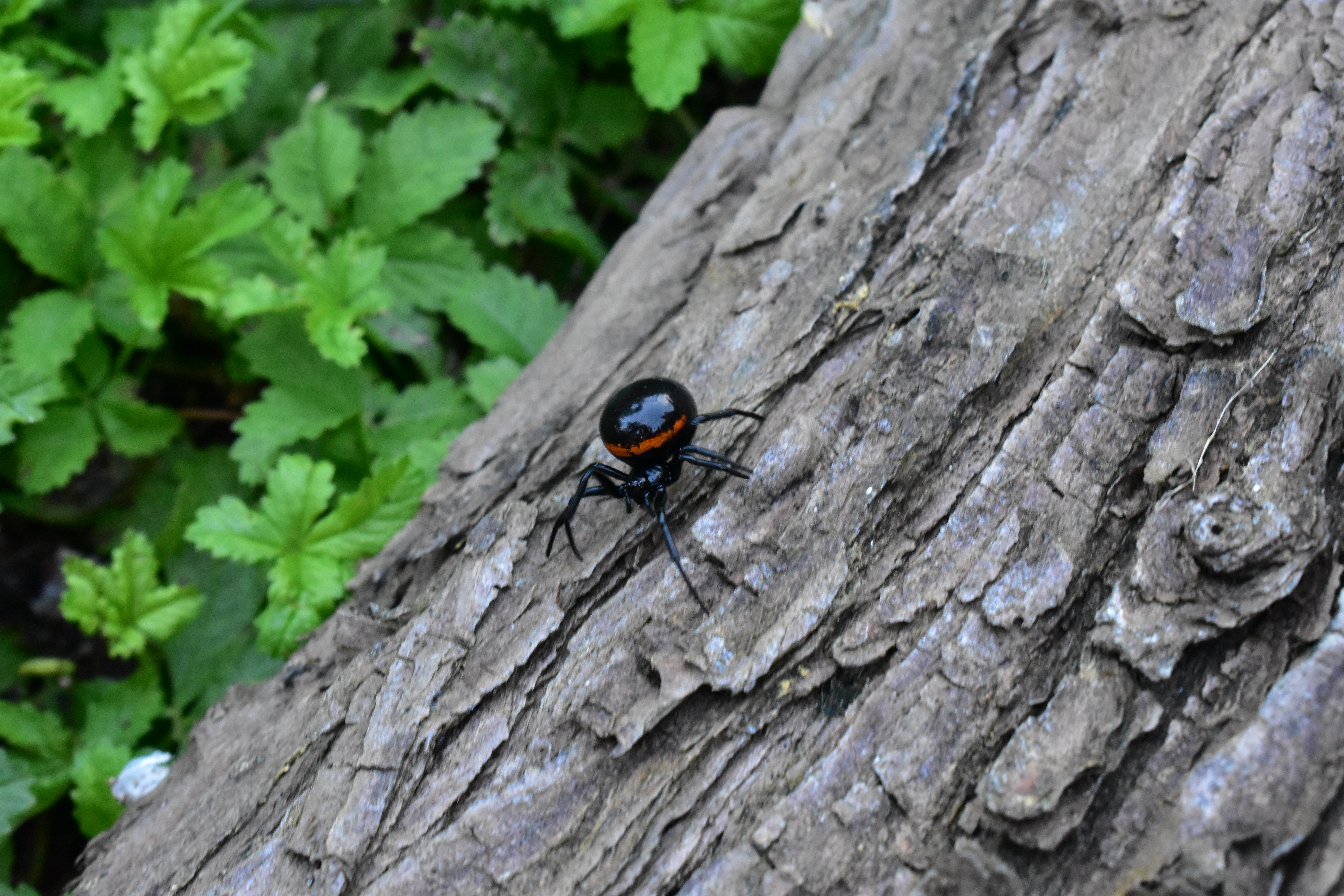
Weibchen im nördlichen Teil Griechenlands

Die Falsche Schwarze Witwe bewohnt besonders Teile Südeuropas und flächendeckend den Mittelmeerraum. Ihr Verbreitungsgebiet reicht bis nach Zentralasien. Nördlich endet es in den Südalpen. Das bevorzugte Habitat der Falschen Schwarzen Witwe bilden vor allem trockene Gebiete aller Art, wo die Spinne unter Steinen zu finden ist.

### Bedrohung und Schutz
Die Falsche Schwarze Witwe ist in ihrem Lebensraum häufig anzutreffen und dementsprechend nicht bedroht. Von der IUCN wird der Bestand der Art nicht gewertet.

## Lebensweise

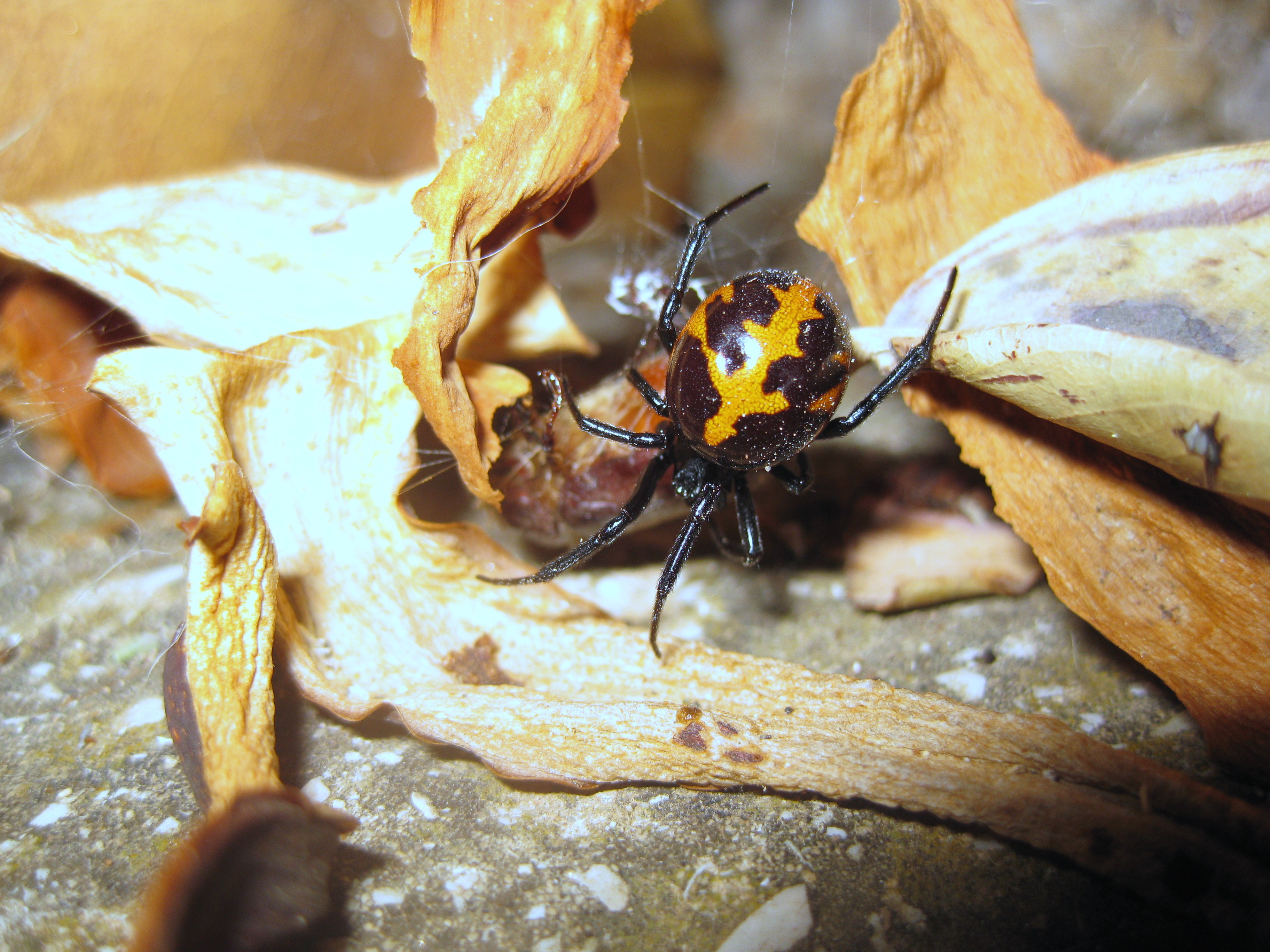
Weibchen in seinem Fangnetz mit Beute

In ihrem Habitat legt die Falsche Schwarze Witwe wie fast alle Kugelspinnen ein Fangnetz an, bestehend aus einer Netzdecke, von der diagonal Fangfäden bis auf den Boden verlaufen. Das Fangnetz wird oftmals in Bodennähe oder auch direkt am Boden angelegt. Als Beutetiere verfangen sich dementsprechend vor allem bodenlebende Gliederfüßer, etwa verschiedene Ameisen, Asseln und Käfer im Netz. Die vorwiegend nachtaktive Spinne versteckt sich tagsüber meist in einem am Netz gefertigten Unterschlupf, während sie des Nachts häufig im Netz sitzt.

### Phänologie und Fortpflanzung

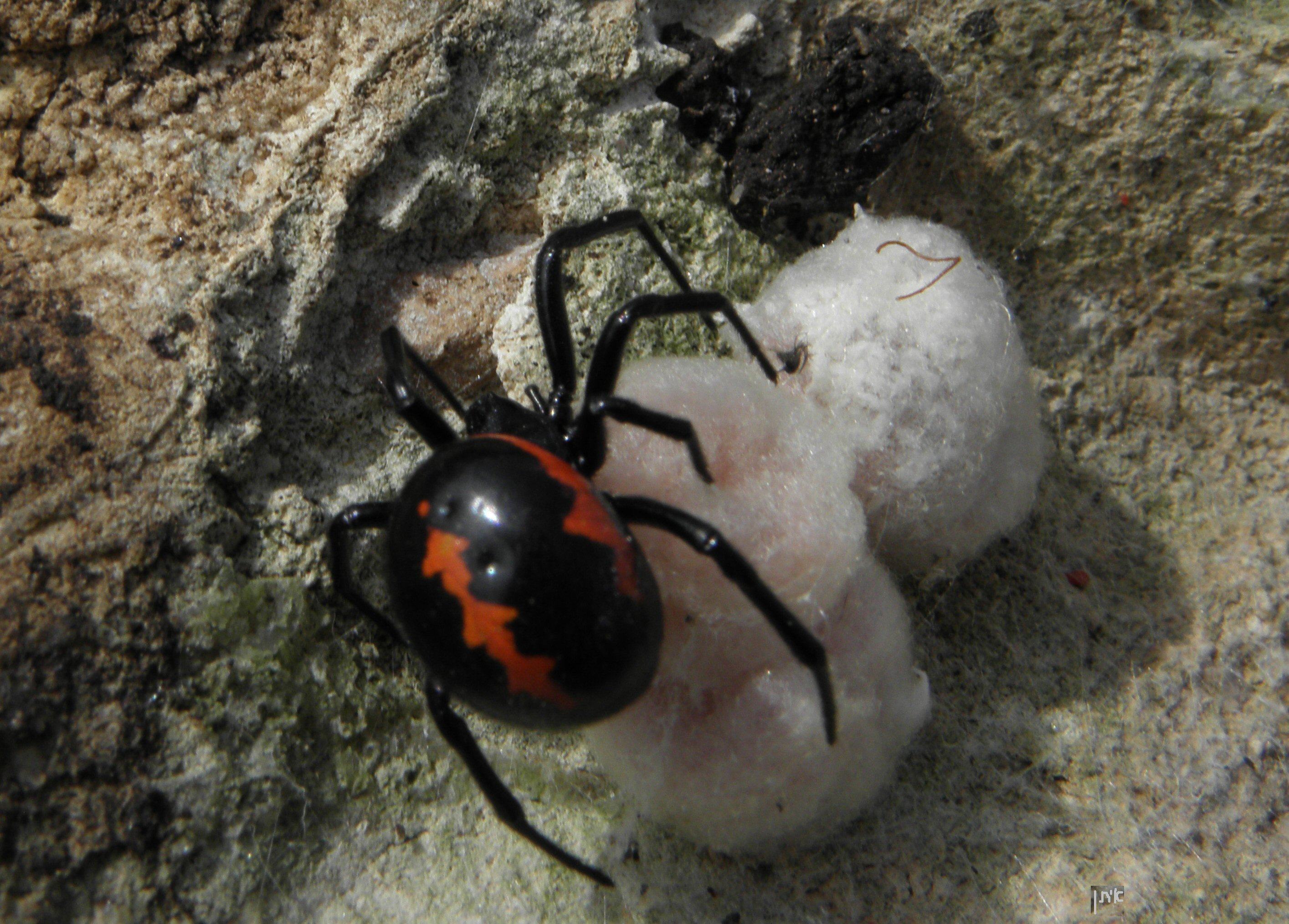
Weibchen mit Eikokons

Während ausgewachsene Weibchen der Falschen Schwarzen Witwe anscheinend ganzjährig anzutreffen sind, so ist dies bei den Männchen lediglich im Frühling (Mai) und im Spätsommer bis Herbst der Fall. Im Sommer beginnt die Paarungszeit der Art. Zu dieser Zeit kann man auch die Männchen oftmals am Rand der Fangnetze der Weibchen beobachten. Das Männchen vollführt dabei eine Balz, bei der es die Pedipalpen und die Vorderbeine abwechselnd nach oben und unten bewegt. Sollte das Weibchen paarungswillig sein, nähert es sich dem Männchen. Die Balz dauert meist 23 bis 28 Minuten, die eigentliche Paarung nur drei bis fünf Minuten. Da es, wie bei anderen Spinnen auch, bei der Falschen Schwarzen Witwe zu Kannibalismus seitens des Weibchens kommen kann, versucht das Männchen nach der Paarung zu fliehen, sollte es ihm noch möglich sein.
Sechs bis sieben Tage nach der Paarung beginnt das Weibchen mit dem Bau des Kokons. Dabei fertigt es seltener einen einzelnen und häufiger zwei bis drei weiße und mit gelblicher Füllung versehene Eikokons an, die je an die 65 Eier enthalten. Dieser Prozess dauert 25 bis 26 Tage. Die Jungspinnen selber schlüpfen nach 68 bis 69 Tagen und wachsen dann heran, was zwischen 77 und 80 Tagen dauern kann. Die gesamte Lebensdauer beträgt dann um 155 Tage beim Männchen und etwa 163 Tage beim Weibchen.

## Toxizität und Bissunfälle
Wie anderen Fettspinnen und den Echten Witwen ist es auch der Falschen Schwarzen Witwe möglich, mit ihren Cheliceren die Haut des Menschen zu durchdringen. Dabei ist sie aber wie andere Kugelspinnen nicht aggressiv und beißt nur in größter Not, obgleich die Art als beißfreudiger als die Echten Witwen gilt.
Die Symptome des Bisses werden wie bei allen Fettspinnen als Steatodismus beschrieben. Das Gift der Falschen Schwarzen Witwe wirkt wie das der Echten Witwen anscheinend neurotoxisch (Nervengift), hat aber eine deutlich schwächere Wirkung als das der Echten Witwen, was die Falsche Witwe weitaus ungefährlicher macht.

## Systematik
Wie andere schon im 18. oder beginnenden 19. Jahrhundert beschriebene Spinnenarten erhielt auch die Falsche Schwarze Witwe vermehrt Umbenennungen und Umstellungen, die bei dieser Art vor allem die Zugehörigkeit der Gattungen betraf. Charles Athanase Walckenaer nannte die Falsche Schwarze Witwe bei der Erstbeschreibung 1805 bzw. 1806 Theridion paykullianum. Die heutige Bezeichnung Steatoda paykulliana wurde erstmals 1964 von Zvonimir Maretić und Herbert Walter Levi sowie seiner Gattin Lorna Rose Levi geprägt und seitdem durchgehend verwendet.

## Galerie

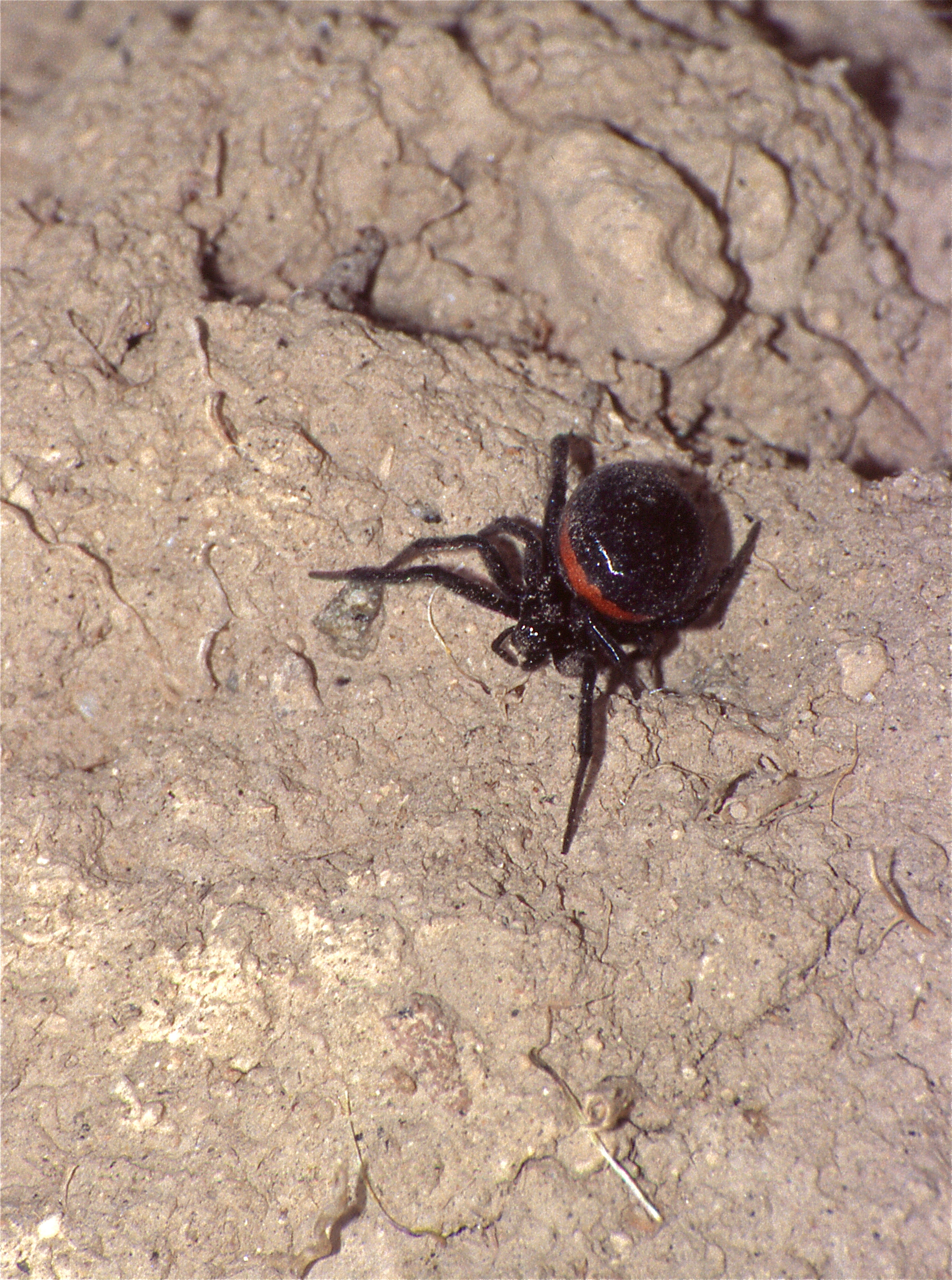
Dorsalansicht eines Weibchens
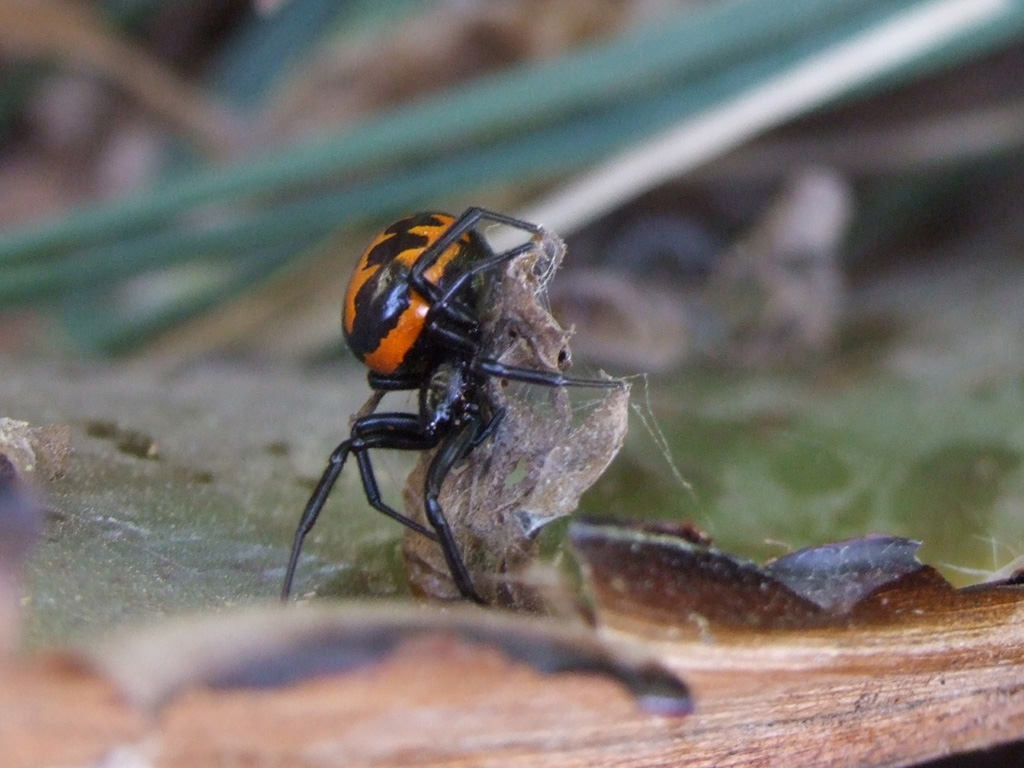
Lateralsicht eines Weibchens
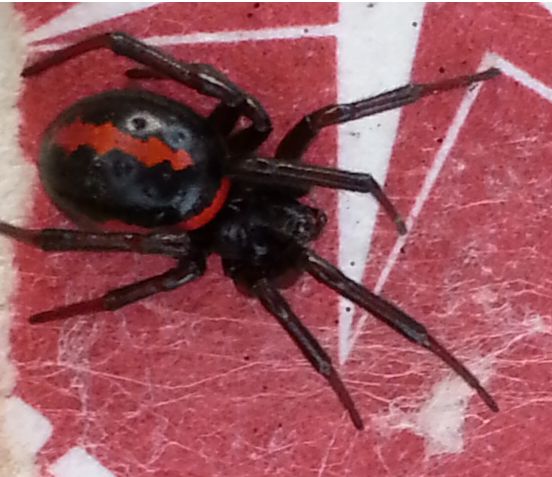
Nähere Ansicht eines Weibchens
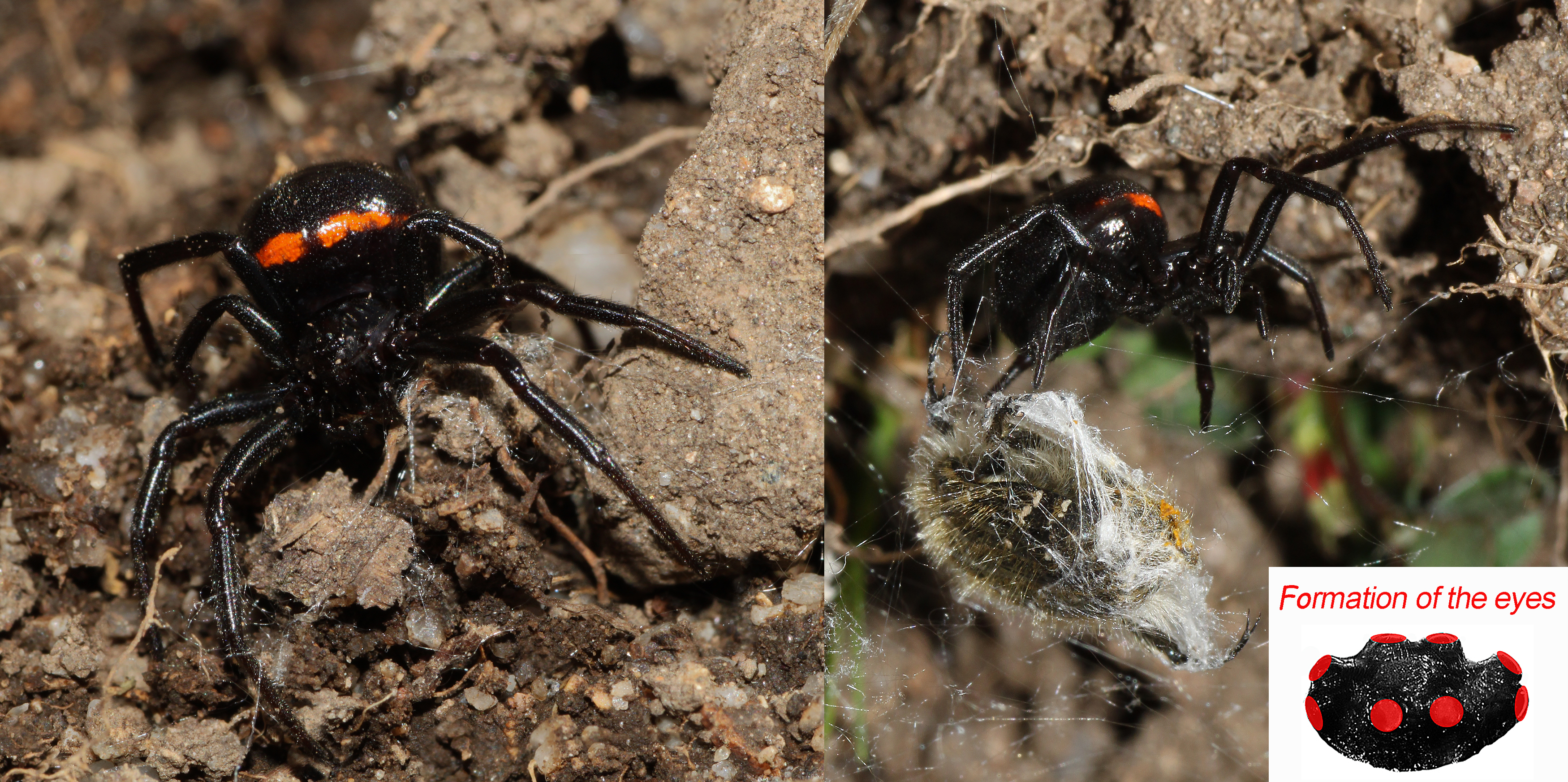
Weitere Ansichten eines Weibchens sowie die Augenstellung der Art
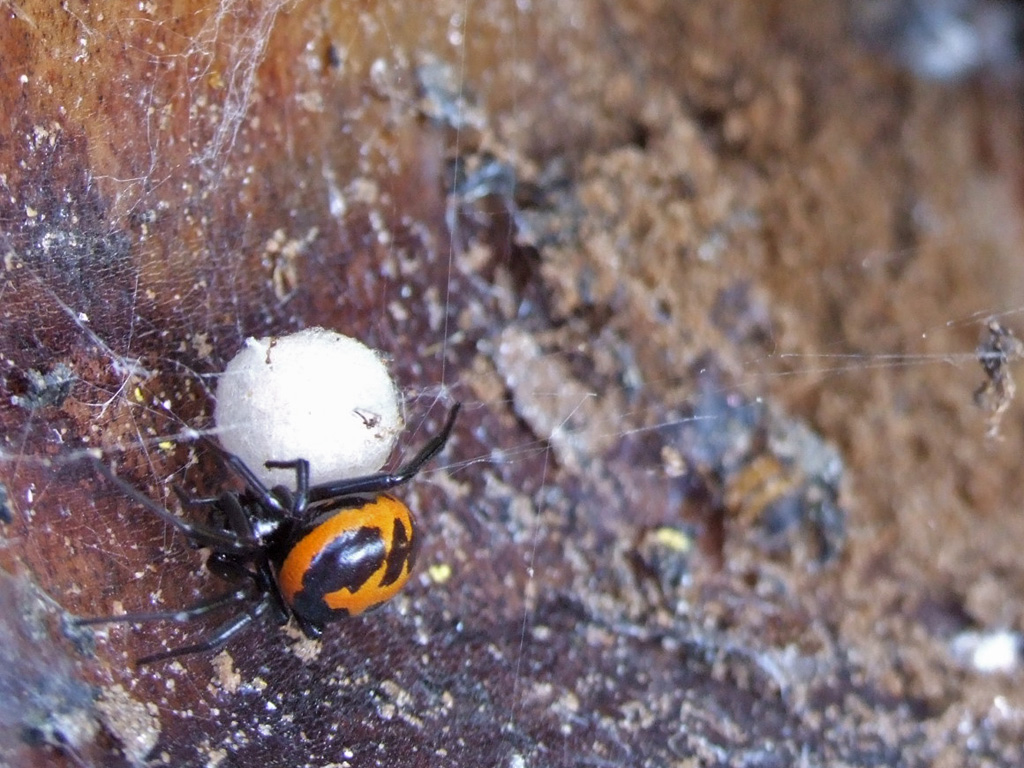
Weibchen mit einem einzelnen Eikokon
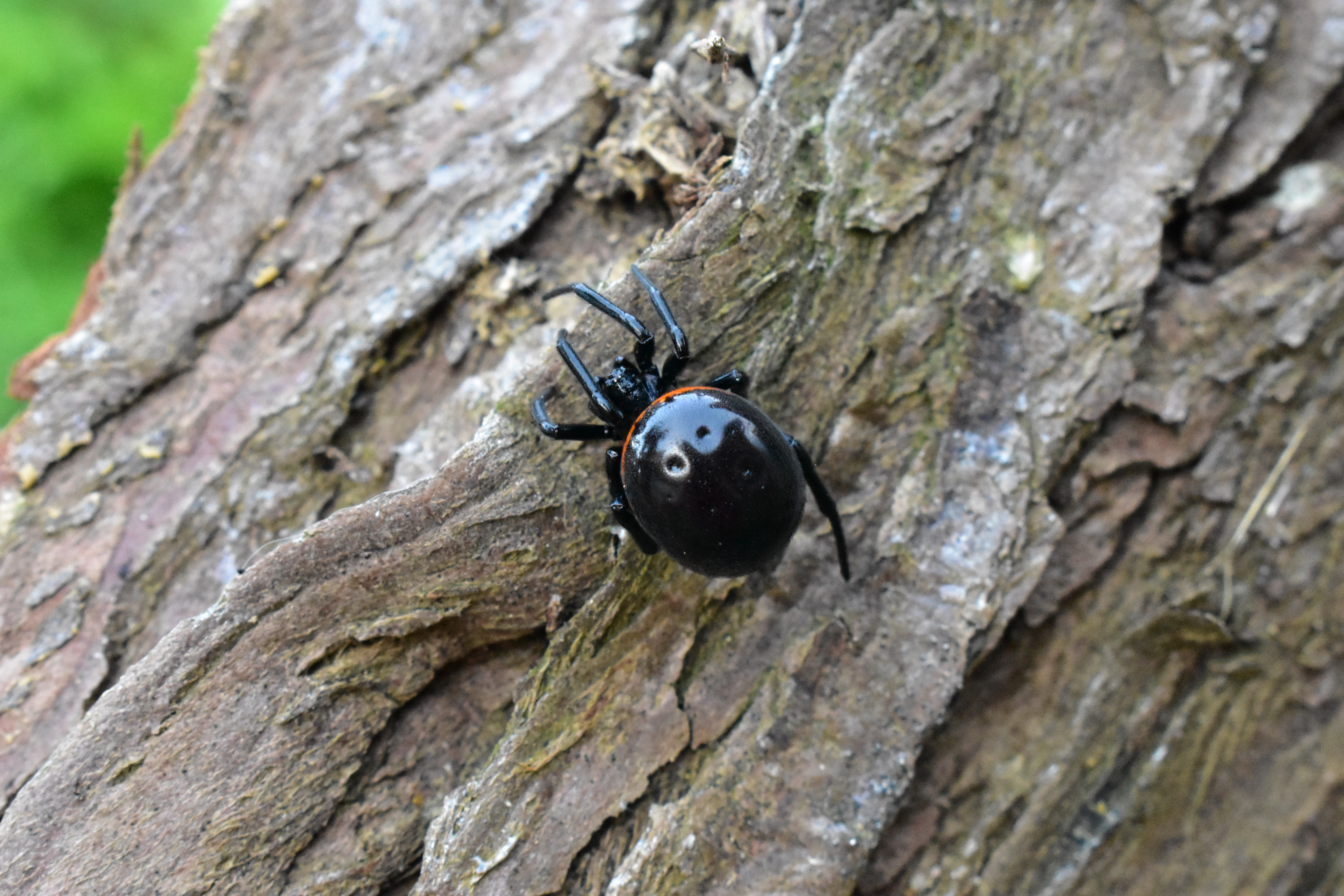
Weitere Ansicht des bereits gezeigten Weibchens aus Griechenland